# Emanuele Brignole
Emanuele Brignole, indicato anche come Emmanuele Brignole in alcuni documenti antichi, (Genova, 27 agosto 1617 – Genova, 8 gennaio 1678) è stato un nobile e filantropo italiano, fondatore dell'Albergo dei Poveri di Genova.

## Biografia

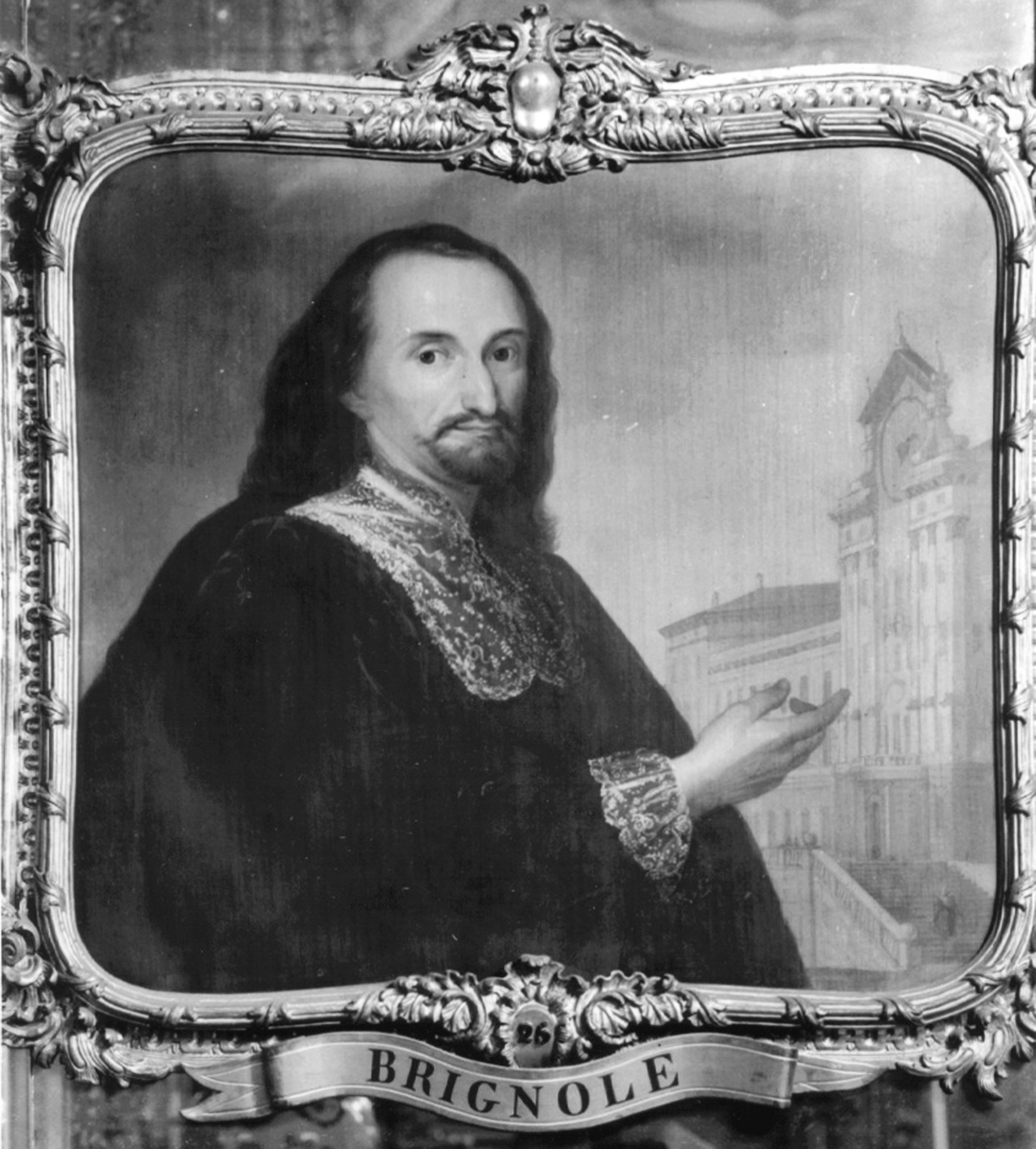
Emanuele Brignole in un dipinto del 1840 di Camilla Guiscardi Gandolfi, rivisitazione dell'opera di Giovanni Bernardo Carbone del Seicento

Membro della importante famiglia ligure dei Brignole, nacque nel 1617 nella villa sulla collina di Albaro in cui i membri della famiglia trascorrevano le estati, oggi sede dell'Istituto Marcelline di Genova. Avviato sin da ragazzo dalla famiglia agli studi economici per supportare le azioni del casato, si occupò per tutta la vita di opere di carità.
Le opere da lui finanziate, interamente o in parte, furono varie e numerose: dalla costruzione del Seminario Arcivescovile a quella della Casa della Missione di Fassolo, dal mantenimento del Lazzaretto della Foce, sino a quelle più note, come l'Albergo dei Poveri di Genova e il finanziamento dell'istituto di Nostra Signora del Rifugio al Monte Calvario, fondato da Virginia Centurione Bracelli, le cui suore sono da allora conosciute come "Brignoline" e per le quali pagò anche la costruzione di un'ala del convento.
In particolare, fu il principale fra i fondatori e finanziatori dell'Albergo dei Poveri di Genova, la cui costruzione iniziò nel 1656. Dal 1664 sino alla sua morte si dedicò alla cura e al supporto economico del progetto. Il progetto era stato commissionato a un gruppo di architetti fra i quali Stefano Scaniglia, Girolamo Gandolfo e Giovanni Battista Ghiso. Nel 1666, commissionò allo scultore Pierre Puget la statua tuttora posta sull'altare maggiore. Tra il 1671 e il 1673 commissionò a Gian Battista Barberini altre otto statue in stucco. L'albergo fu il primo del genere in Italia e uno dei primi in Europa. L'obiettivo di Brignole, in particolare, era quello di creare un luogo di ricovero in cui gli internati avrebbero collaborato al sostentamento dell'opera stessa lavorando all'interno della struttura, in un percorso di "redenzione" anche religioso. Le persone che negli intenti di Brignole avrebbero dovuto essere ricoverate erano, nelle sue parole: "poveri vecchi e donne vecchie, figliuoli spersi, orfani e abbandonati, le adultere, male maritate e penitenti, le donne gravide povere, gli uomini bestiali, i mendichi poverelli, disturbatori per lo più nelle chiese...".
L'organizzazione lavorativa voluta da Brignole conferiva all'albergo funzioni di reclusorio e, visto il suo carattere obbligatorio, non era possibile esentarsi dalle attività lavorative. Anche per questa ragione l'ambiente genovese ne criticò duramente le politiche, critiche che culminarono in una denuncia anonima al senato repubblicano nel marzo del 1674. Fra gli aspetti che suscitarono malcontento anche le spese connesse al cantiere dell'Albergo, considerate eccessive a causa dello sfarzo architettonico voluto dallo stesso Brignole. Queste vicissitudini ebbero ripercussioni sulle sue condizioni di salute, già minate da un disturbo di natura gastro-intestinale. Brignole si recò quindi a Piacenza, sotto le cure di Stanislao Omati. Decisione che accese una vivace disputa accademica fra Omati e il Filippo Trombetti che lo aveva in cura a Genova.
In vecchiaia si avvicinò sempre più alla vita delle persone che assisteva nell'albergo, e a cui aveva dedicato gran parte della sua vita e delle sue risorse, lasciando i palazzi di famiglia per spostarsi in un modesto appartamento. Morì l'8 gennaio 1678, facendosi seppellire sotto una lastra senza nome all'ingresso della chiesa dell'Albergo, "affinché il suo cadavere giaccia sempre sotto i piedi de’ Poveri, che grandemente amò in vita", come scrisse nel testamento che aveva redatto l'8 giugno 1677, data di fondazione anche della fedecommisseria dedita alla gestione delle sue volontà. In vita non volle sue raffigurazioni, né pittoriche né scultoree, le varie opere che lo ritraggono, pertanto, sono subito successive alla sua morte, alcune di pochi anni, altre anche di molti decenni.